# 附寶
附寶（?—?），黃帝的母親。
附寶是有蟜氏之女，後來嫁給有熊国国君少典。附寶在天水生下黃帝。又據《竹书纪年》記載附寶郊外田间散步，見萬丈光芒，“大电绕北斗枢星，光照郊野”，便懷孕了，二十五個月後生下黃帝。